# Хошо
Хошо (яп. 鳳翔) — японський легкий авіаносець міжвоєнного періоду та Другої світової війни.

## Історія створення

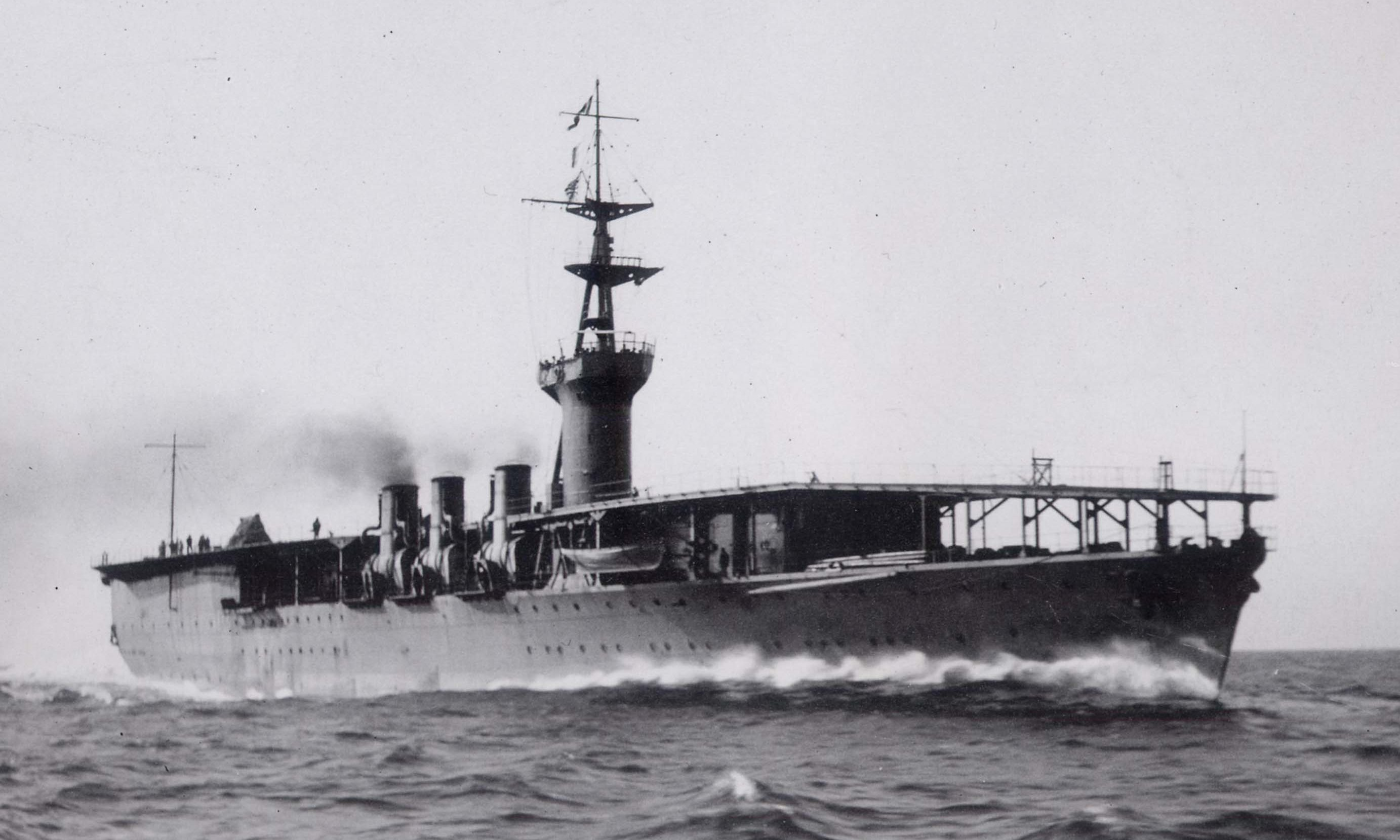
«Хошо» на ходових випробуваннях поблизу Татеями, 4 грудня 1922 р.

«Хошо» — другий у світі корабель, після англійського «Гермеса», спеціально спроєктований та побудований як авіаносець. Втім, його будівництво завершилось раніше, ніж «Гермеса». 
Будівництво корабля почалось у 1918 році. Спочатку спроєктований як гідроавіаносець, з носовою злітною палубою, 32 літаками, чотирма 140-мм гарматами та чотирма зенітними гарматами. Проте після того, як розвідка стала доповідати, що англійці мають намір використовувати колісні літаки з посадкою на палубу, концепція японського авіаносця була змінена. Надбудова прибрана, труби зміщені до борту, забезпечуючи суцільну злітну палубу без будь-яких перешкод.

## Конструкція
Спочатку корабель планувалось оснастити триступінчатими паровими двигунами, але, щоб забезпечити авіаносцю швидкість 25 вузлів, вони були замінені турбінами, аналогічними тим, які встановлювались на есмінцях. Дим відводився через три труби, які під час виконання польотів відхилялись униз. Початково корабель мав ходовий місток острівного типу, який був ліквідований у 1923 році. 
Невеликий розмір авіаносця та недостатній запас остійності не дали йому змоги нести потужне озброєння та велику кількість літаків. До початку Другої світової війни його авіагрупа була зменшена з 21 до 12 літаків, а старе артилерійське озброєння замінене зенітними гарматами невеликих калібрів.
Оскільки «Хошо» був першим японським авіаносцем, досвід його побудови, експлуатації та модернізацій дав змогу набути цінного досвіду й розробити перспективні конструкторські рішення для наступних японських авіаносців. Корабель використовувався для тестування літаків і політного обладнання, зокрема різних типів аерофінішерів та оптичних систем посадки.

## Бойове застосування

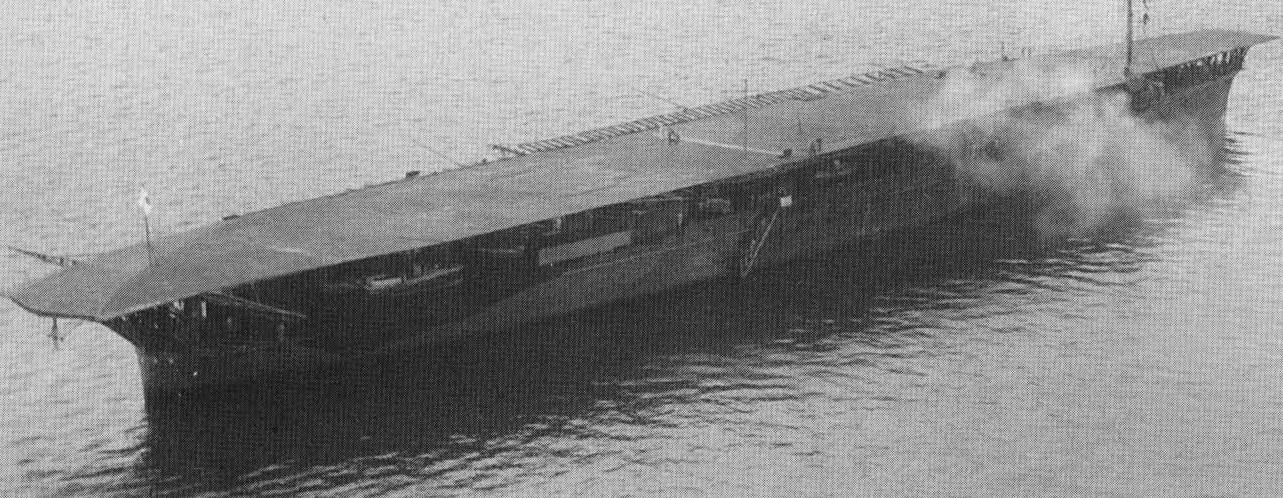
«Хошо» з продовженою та розширеною злітною палубою, жовтень 1945 року

### Початкові роки служби
«Хошо» брав участь у військових діях в 1930-ті роки поблизу китайського узбережжя (Шанхайський інцидент). 
Під час японсько-китайської війни «Хошо» у складі Третього японського флоту здійснював авіаційну підтримку наземних операцій японської армії, зокрема поблизу Шанхая та в південному Китаї. Восени 1937 року «Хошо» передав свої літаки на «Рюдзьо» й повернувся до Японії, де використовувався як навчальний корабель.

### Друга світова війна
З грудня 1941 року «Хошо» входив до складу 3-ї дивізії авіаносців. Після чотирьох місяців бойових дій поблизу островів Палау він був відправлений до Японії для виконання навчальних задань. Під час битви за Мідвей «Хошо» з 11 торпедоносцями B5N Кейт на борту здійснював розвідку в інтересах лінкорів адмірала Ямамото. 
У червні 1942 «Хошо» був остаточно відкликаний з передової, повернувся до Японії, де знову використовувався як навчальний корабель, допоки у квітні 1945 року через відсутність льотних екіпажів був виведений у резерв.

### Після війни
Після війни до серпня 1946 року «Хошо» використовувався для репатріації японських військовослужбовців з усього Далекого Сходу та островів Тихого океану (загалом було перевезено до 40 000 осіб). У серпні 1946 року «Хошо» був переданий Міністерству внутрішніх справ і до травня 1947 року утилізований після 25 років служби.